# Sveti Franjo u ekstazi
Sveti Franjo u ekstazi je slavno ulje na drvu renesansnog slikara Giovannija Bellinija, započeto 1475. godine, a završeno najvjerojatnije 1480. Slika jasno pokazuje utjecaj Andree Mantegna, slikarevog šogora, a potpisana je s IOANNESBELLINVS u donjem lijevom kutu. 

## Odlike
Slika portretira srednjovjekovnog sveca Franju Asiškog koji izlazi na sunčevu svjetlost iz špilje. Postoji više tumačenja o kojem se događaju iz Franjinog života točno radi. Prema nekim teorijama slika prikazuje primanje stigmi ili trenutke u kojima sveti Franjo stvara „Pjesmu stvorova“. Naime, Franjo je ispočetka živio u lošim uvjetima i sudjelovao je tek u izoliranim duhovnim vježbama u samostanima. Slika prikazuje vjersku ekstazu, bilo da Franjo prima stigme, kao što zaključuje Millard Meiss, moli, ili možda pjeva svoju „Pjesmu stvorova“, kako tvrdi Richard Turner.
Djelo je izrazito detaljno naslikano, a svaki element sadrži određeno značenje u kontekstu Franjinog života i kršćanske kulture. U središnjem lijevom djelu slike nalazi se magarac koji se tumači kao simbol poniznosti i strpljenja. Općenito, oslikane životinje na slici doživljavaju se kao simboli Franjine ljubavi prema životinjama i prirodi općenito. U desnom kutu, na rustikalnom pisaćem stolu, nalazi se lubanja kao znak smrtnosti/smrti koju sveti Franjo, u „Pjesmi stvorova“, naziva „sestricom smrti“. Prizor u mnogočemu podsjeća na Božju objavu Mojsiju. Sveti Franjo bos je na slici, kao što je i Mojsije bio nakon što mu je na Horebu Bog rekao da se izuje jer stoji na svetom tlu. Također, lijevo na slici, nalazi se drvo neobičnog sjaja što podsjeća na gorući grm iz Mojsijevog viđenja. U daljini se nazire „Novi Jeruzalem“ iz knjige proroka Ezekiela. Također, smatra se da je cjelokupna kompozicija meditacija sv. Franje o stvaranju svijeta, povezana s Knjigom Postanka.
Iako je skraćeno, djelo je ostalo prilično očuvano do današnjeg dana i nalazi se u muzeju „Frick Collection“ u New Yorku i smatra se jednim od najboljih Bellinijevih radova.